# Parasmittina aculeata
Parasmittina aculeata är en mossdjursart som beskrevs av Tilbrook 2006. Parasmittina aculeata ingår i släktet Parasmittina och familjen Smittinidae. Inga underarter finns listade i Catalogue of Life.